# Closterocerus cuprifrons
Closterocerus cuprifrons är en stekelart som först beskrevs av Erdös 1954.  Closterocerus cuprifrons ingår i släktet Closterocerus, och familjen finglanssteklar. Arten är reproducerande i Sverige.